# Sonora
Pour les articles homonymes, voir Sonora (homonymie).
Le Sonora (prononcé en espagnol : /soˈnoɾa/), officiellement État libre et souverain de Sonora (Estado Libre y Soberano de Sonora /esˈtado ˈliβɾe i soβeˈɾano de soˈnoɾa/), est un État du nord-ouest du Mexique, délimité à l'est par l'État de Chihuahua, à l'ouest par l'État de Basse-Californie, au sudouest par le Golfe de Californie, au sudest par l'État de Sinaloa et au nord par la frontière avec les États-Unis (Arizona). Les Yaquis, les Mayos et les Seris, qui peuplaient le Sonora avant l'arrivée des Espagnols, furent à plusieurs reprises combattus et déportés, avant et après l'indépendance du Mexique.
Le désert de Sonora s'étend sur le Mexique et les États-Unis. Certaines plantes et animaux n'existent que dans ce désert et sont protégés dans des parcs de conservation. Le Sonora attire de nombreux touristes sur ses plages. Cet État mexicain est composé de 72 municipalités, et sa capitale est Hermosillo. Des aéroports desservent les villes d'Hermosillo, de Ciudad Obregón et de Guaymas.

## Géographie

### Aspects généraux
Administrativement, Sonora est entouré au sud par l’État de Sinaloa, à l'est par le Chihuahua, au nord-ouest par la Basse-Californie, et au nord par la frontière entre les États-Unis et le Mexique.
Sur la frontière avec les États-Unis quelques villes frontalières se sont développées dont San Luis Río Colorado, voisine de la ville américaine de Yuma en Arizona.
Tout l'ouest, à l'exception de la frontière intérieure avec la Basse-Californie, est délimité par l
s sous la juridiction de Sonora sont situées dans cette mer, dont l'Île Tiburón, la plus grande île mexicaine.
Le nord-ouest de l’État est désertique car il est recouvert par le désert de Sonora, lui-même divisés en plusieurs déserts, dont la réserve de biosphère El Pinacate et le Grand désert d'Altar. Le Désert de Sonora contient en partie la Sierra Madre occidentale, elle-même divisée en plusieurs sierras mineures.

### La biodiversité du désert de Sonora
La particularité de ce désert réside dans sa biodiversité caractérisée notamment par la présence d'espèces spécifiques.

Jaguar
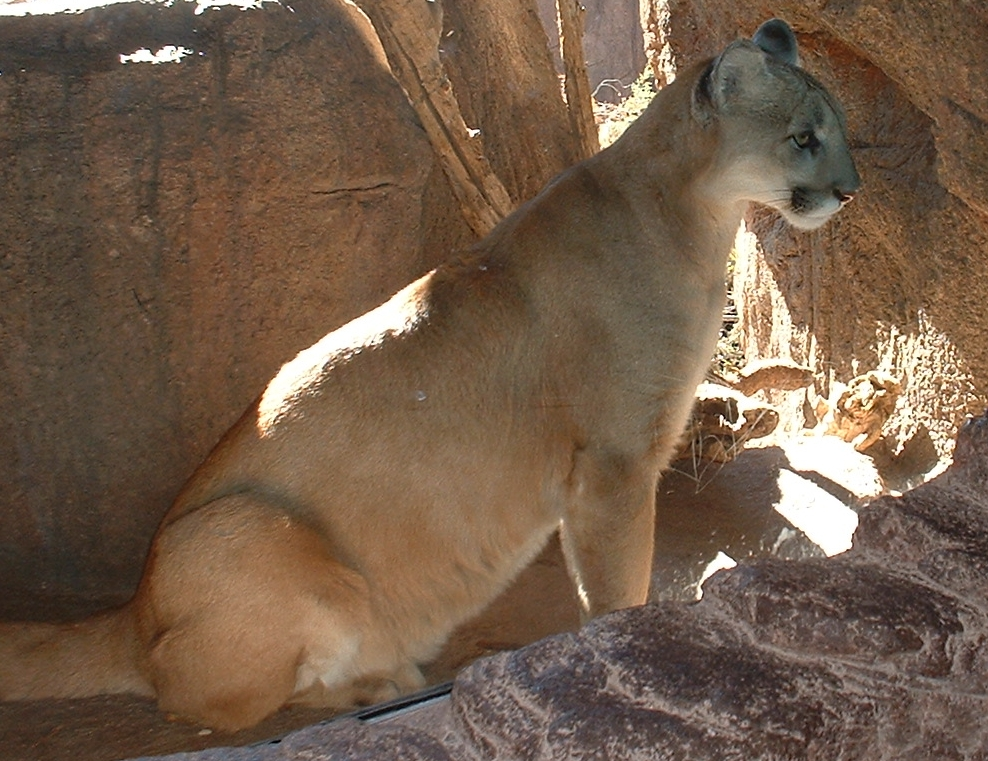
Puma
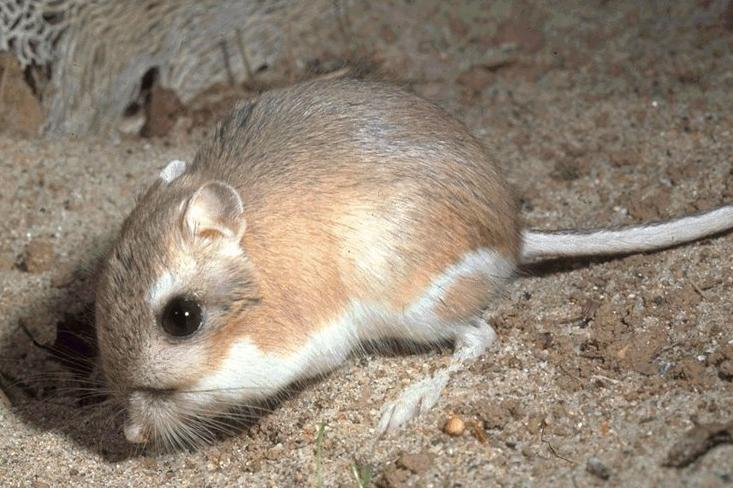
Dipodomys
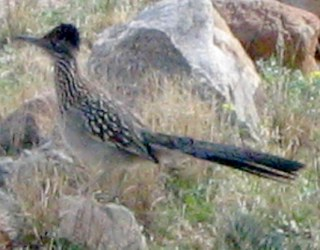
Grand Géocoucou
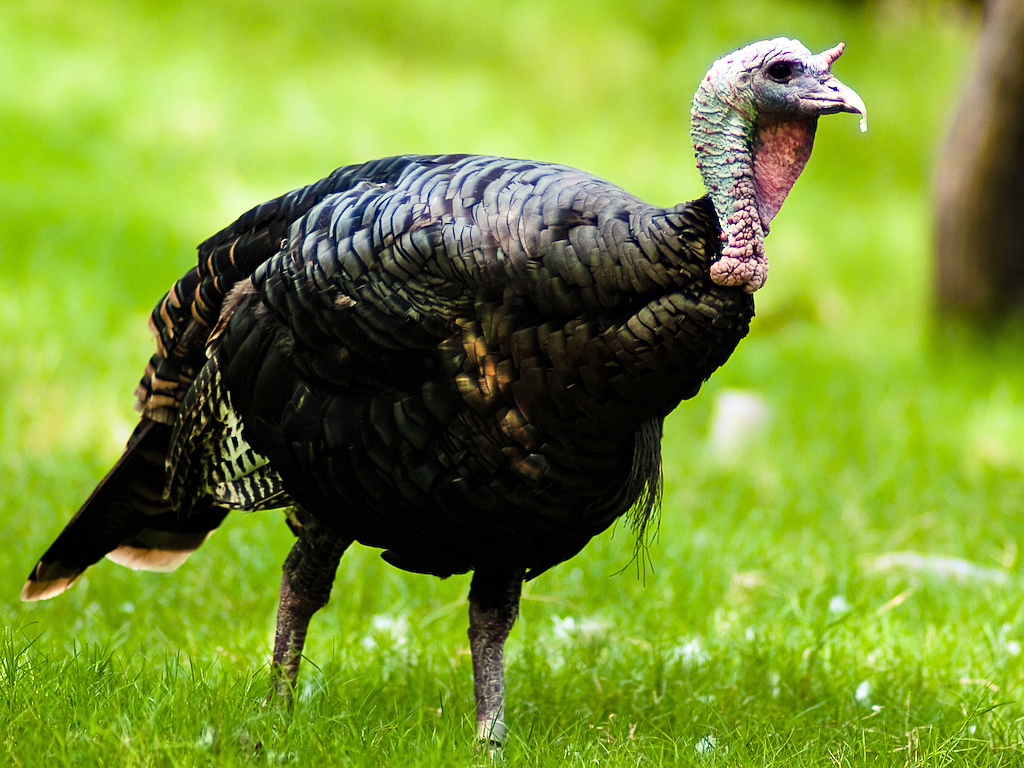
Dindon sauvage
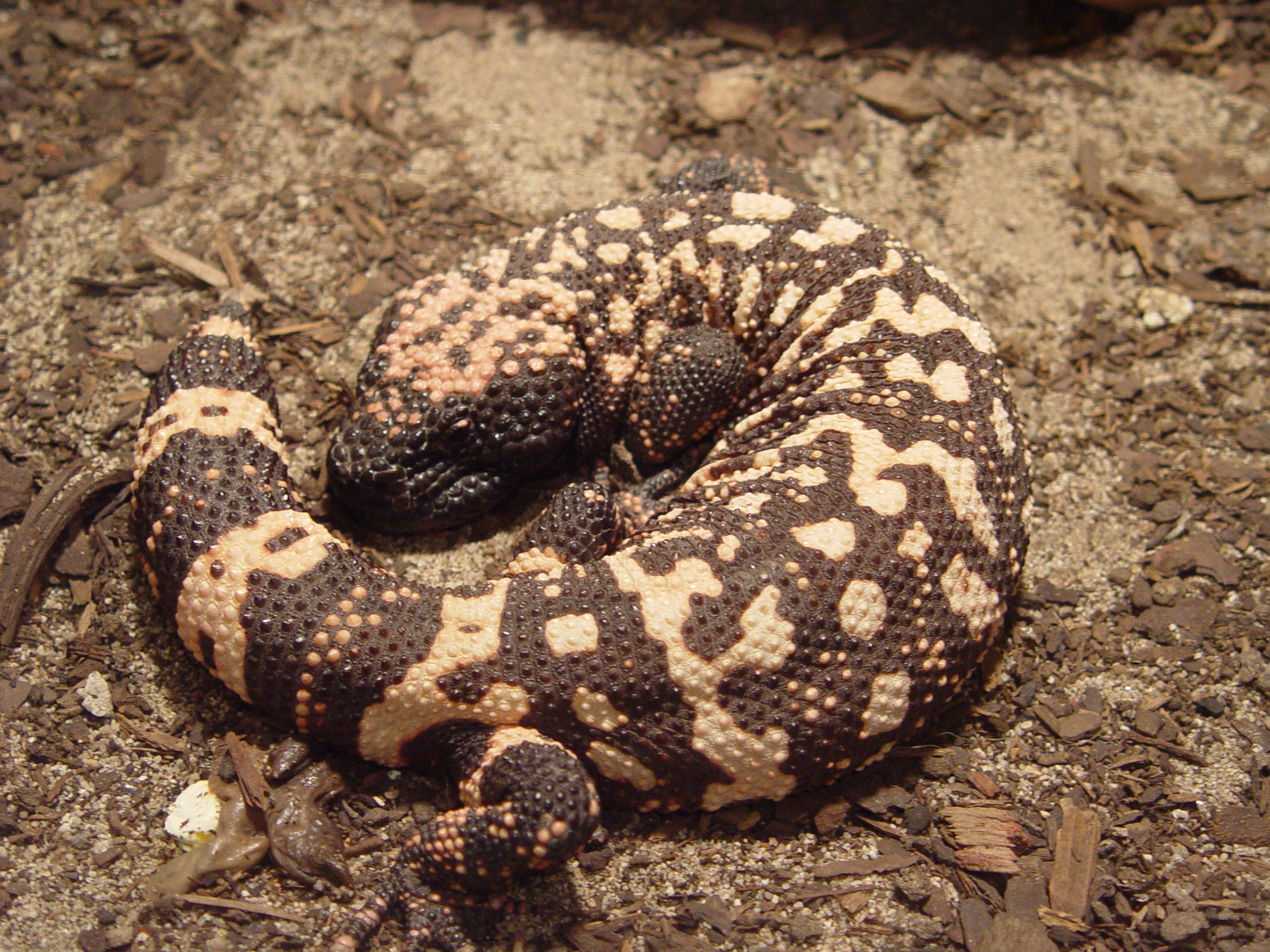
Monstre de Gila
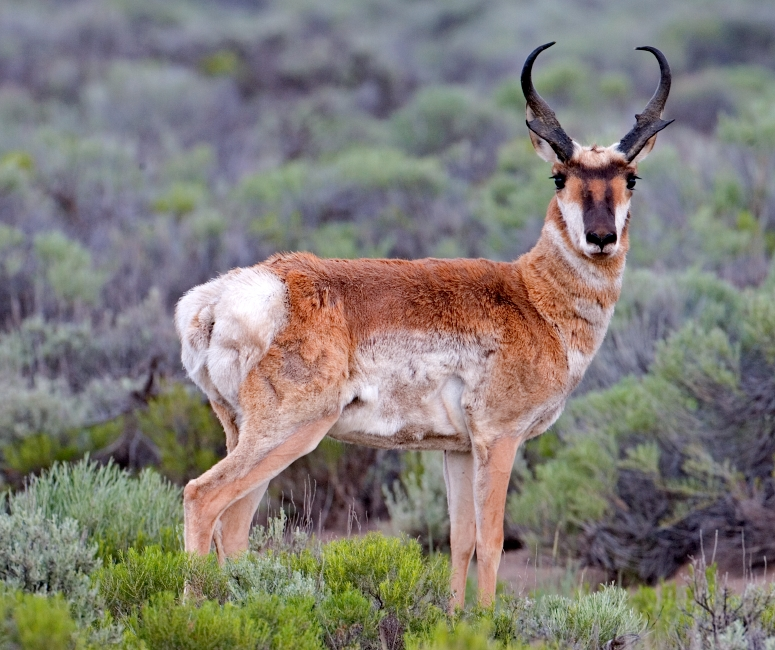
Antilocapra americana
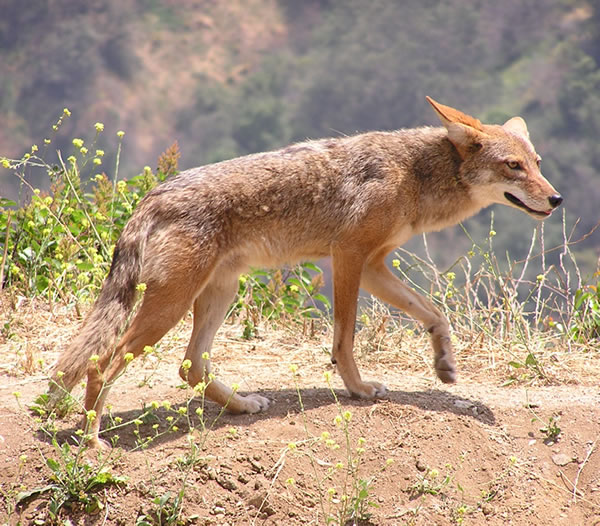
Coyote
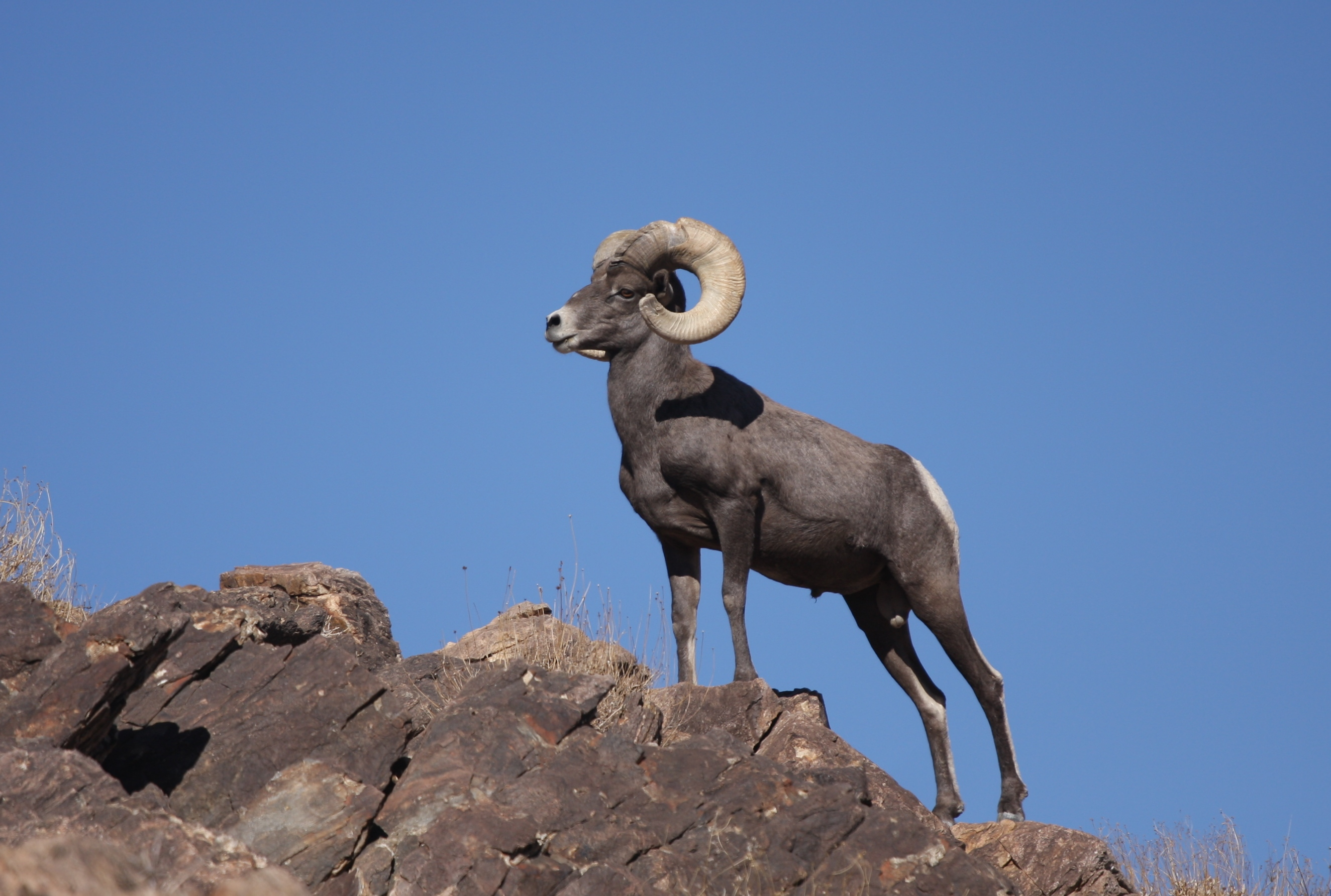
Mouflon canadien
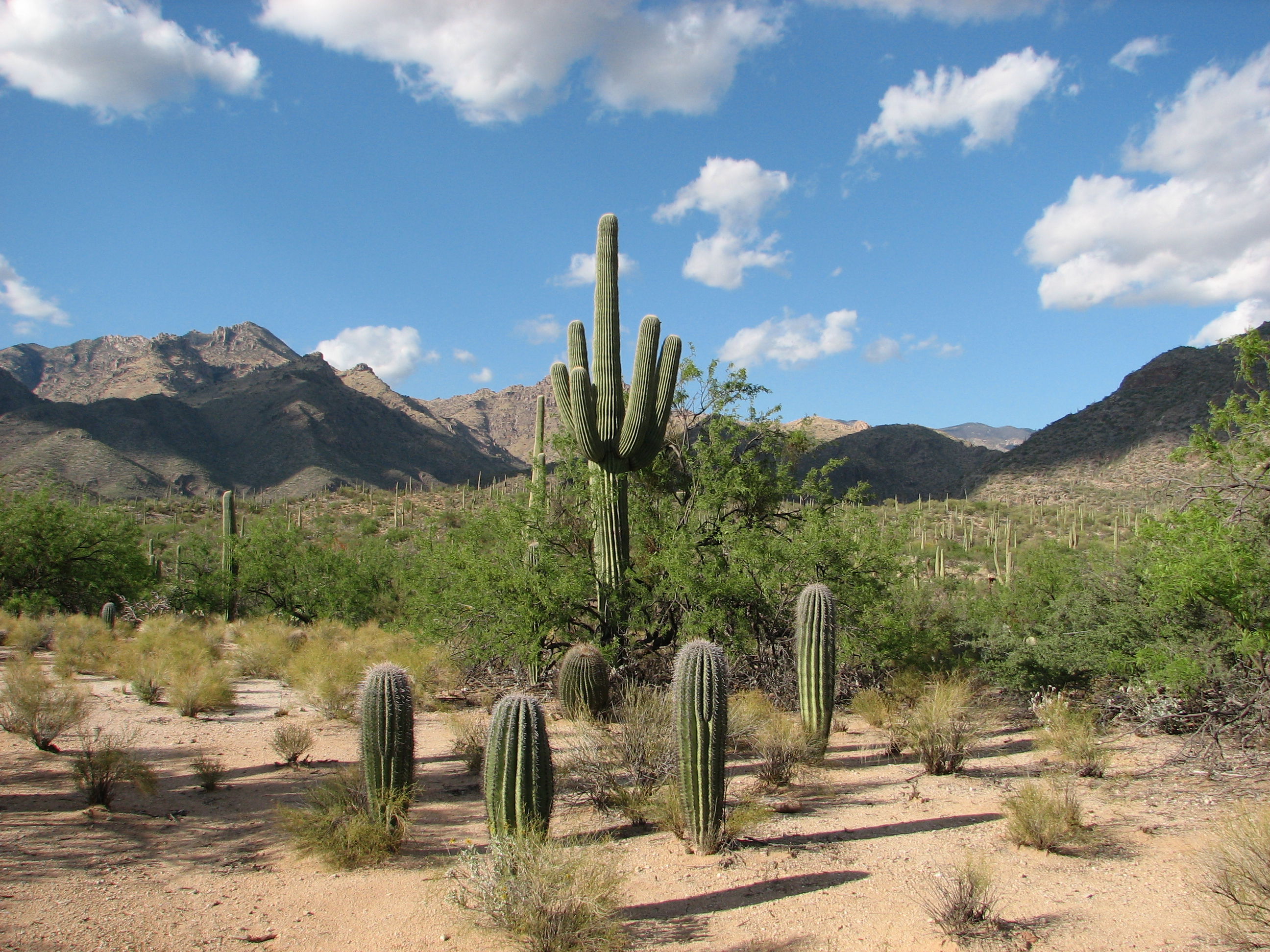
Saguaro
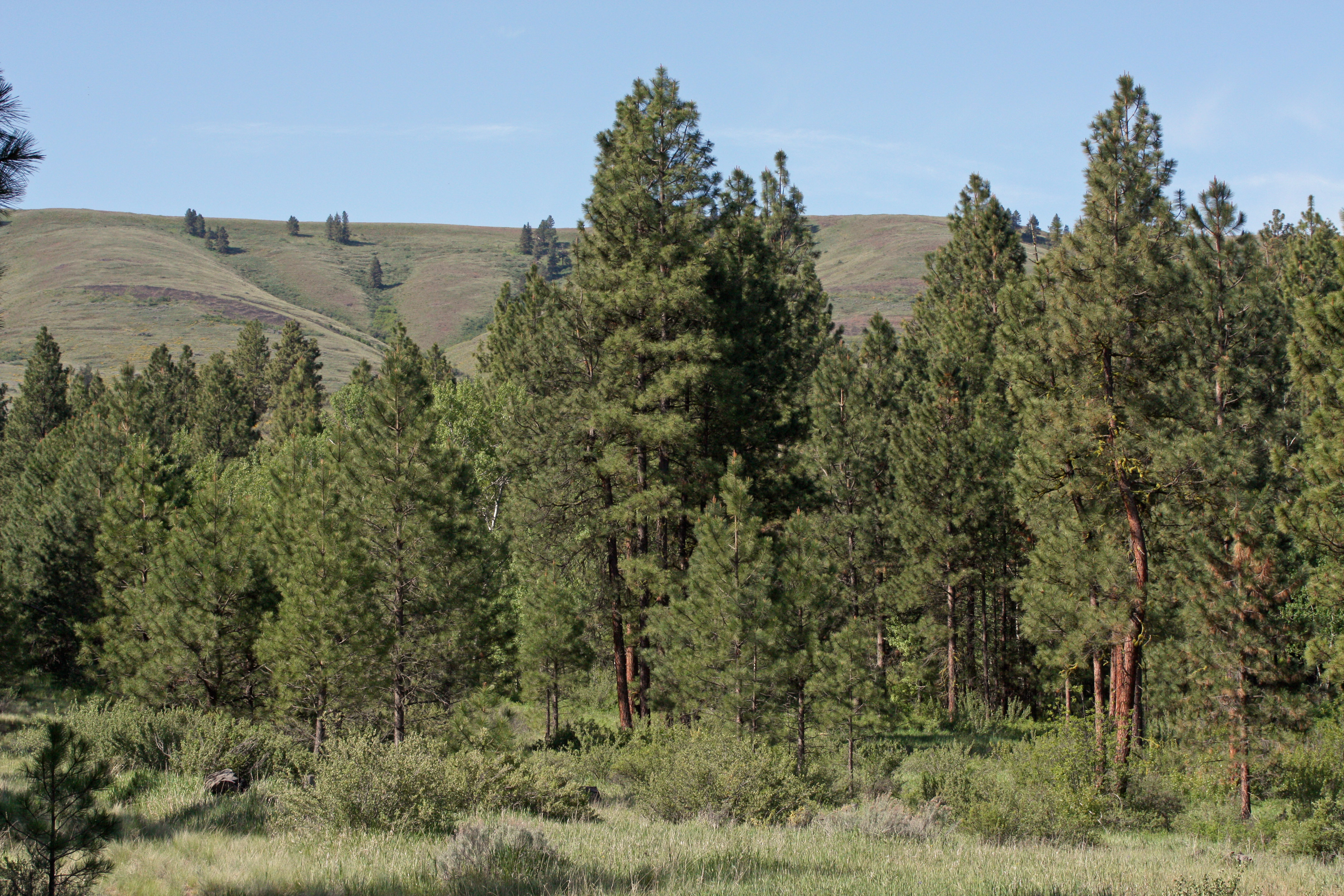
Pin ponderosa